# Pfarrkirche Waidegg

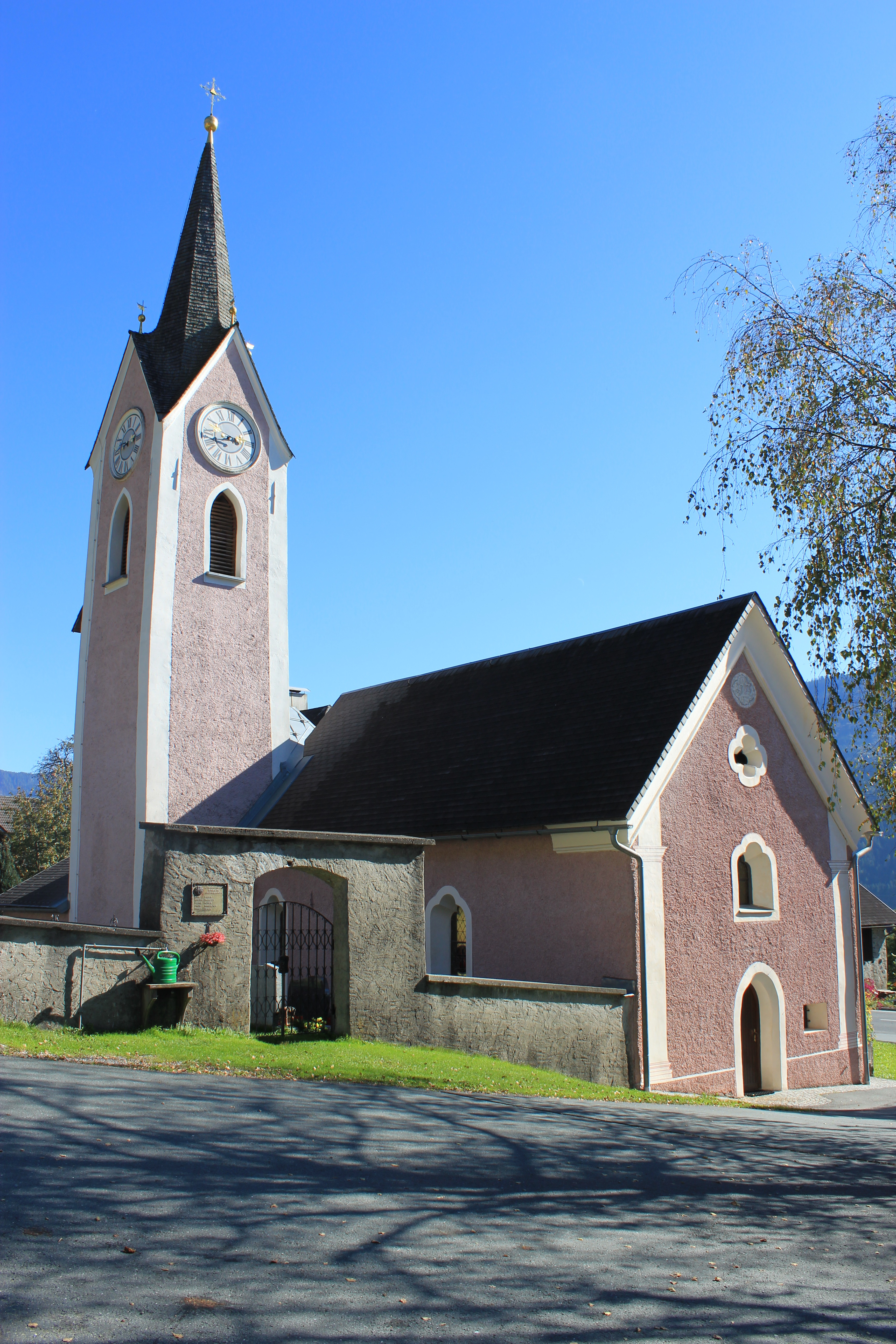

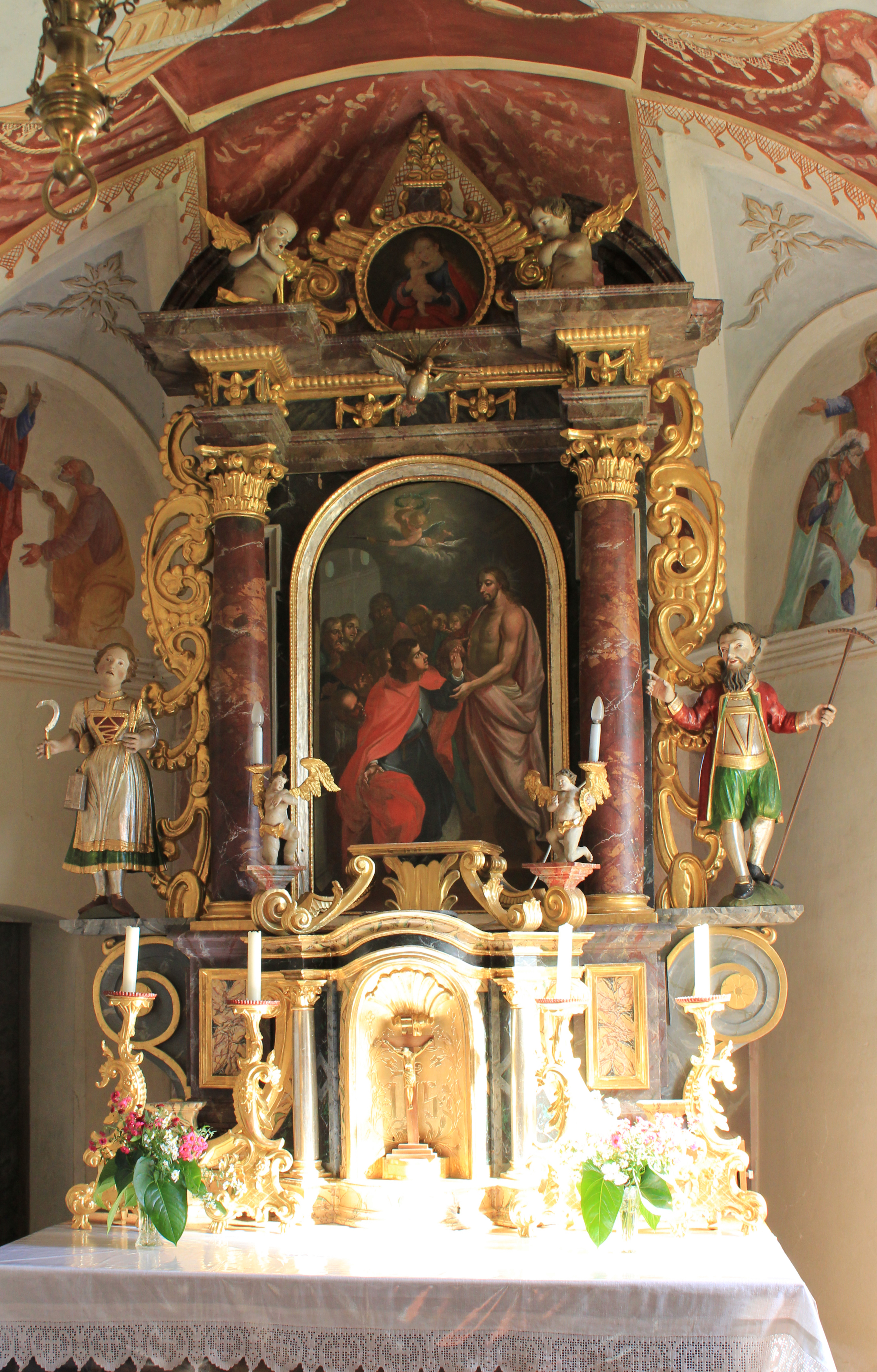
Hochaltar

Die Pfarrkirche Waidegg in der Gemeinde Kirchbach im Gailtal ist dem heiligen Thomas geweiht. Eine Kirche in Waidegg wurde urkundlich erstmals 1485 erwähnt.

## Baubeschreibung
Das Gotteshaus ist eine kleine frühbarocke Anlage aus dem 17. Jahrhundert mit einem Langhaus, das 1725 verlängert wurde, und einem eingezogenen Chor mit Dreiachtelschluss. Der 1690 errichtete Turm an der Nordseite des Chores besitzt spitzbogige Schallfenster und einen Spitzgiebelhelm. Die Sakristei zwischen dem Chor und dem Turm ist ostseitig länger als der Chorschluss. Die Kirchenfassade wird durch Lisenen und zarte Rahmungen an den Kleeblattbogenfenstern geschmückt. Man betritt die Kirche durch das spitzbogige abgefaste Westportal.
Im vierjochigen Langhaus und im zweijochigen Chor ruht eine Flachtonne mit Stichkappen auf zarten Pilastern. Die hölzerne Westempore trägt eine klassizistische Orgel von Josef Grafenauer. Die Brüstung ist seitlich mit zwei musizierenden Engeln und in der Mitte mit einer Inschrift für Kaiser Ferdinand I. sowie dem Doppeladler bemalt.
Die Wandmalereien aus der ersten Hälfte des 19. Jahrhunderts stammen von Christof Brandstätter, entweder dem Älteren oder dem Jüngeren. Im Chorschluss tragen Putten einen  Baldachin. An der Chordecke ist die heilige Dreifaltigkeit abgebildet. Akanthusranken verzieren die Zwickel. In den Stichkappenlünetten werden die Personifikationen der drei göttlichen Tugenden, die Schlüsselübergabe an Petrus sowie Christus mit einem knienden römischen Soldaten dargestellt.
Die Gemälde im Langhaus zeigen das Martyrium des heiligen Florian sowie Maria Immaculata, verehrt von den heiligen Sebastian und Thomas, darunter ist eine Ansicht der Kirche von Waidegg mit Prozessionsdarstellung zu sehen. Ergänzt werden die Deckengemälde durch Medaillons der Evangelisten und Akanthusrankenwerk.

## Einrichtung
Der in den Jahren 1676 bis 1678 gefasste Hochaltar besteht aus einer einfachen Säulenädikula mit seitlichen Ohren. Das Mittelbild zeigt den ungläubigen Thomas, das Oberbild die Muttergottes mit Kind. Seitlich stehen die Figuren der Bauernheiligen Isidor und Notburga.
Die 1726 bis 1728 entstandenen Seitenaltäre tragen die Statuen der heiligen Florian und Sebastian. 
Am Korb der Kanzel von 1727 sind die vier lateinischen Kirchenväter gemalt. Das um 1670 bis 1690 gefertigte barocke Taufbecken trägt eine Taufgruppe. Die Kreuzwegbilder stammen aus der ersten Hälfte des 19. Jahrhunderts.